# Na Hae-ryeong
Đây là một tên người Triều Tiên, họ là Na.
Na Hae-ryung (Hangul:나해령, Hanja: 羅海嶺, Hán-Việt: La Hải Lĩnh, sinh ngày 11 tháng 11 năm 1994) là một nữ ca sĩ và diễn viên người Hàn Quốc. Cô là cựu thành viên của các nhóm nhạc nữ thần tượng EXID và Bestie.

## Danh sách các bài hát

### EXID
- Whoz That Girl (2012)
- I Do (2012)

## Truyền hình

### Phim
| Year | Title                             | Vai diễn                   | Notes           |
| ---- | --------------------------------- | -------------------------- | --------------- |
| 2003 | Once Upon a Time in a Battlefield | Kaebaek's older daughter   | Supporting role |
| 2004 | Sisil-li 2 kilometer              | Childcare graduate student | Supporting role |
| 2010 | Nice Shorts (segment "Girl")      | Girl                       |                 |

### Điện ảnh
| Year | Title                               | Vai diễn      | Network      | Notes                 |
| ---- | ----------------------------------- | ------------- | ------------ | --------------------- |
| 2001 | Dancing Girl Wawa                   |               | EBS          |                       |
| 2002 | School Story                        |               | EBS          |                       |
| 2002 | Magic Kid Masuri                    |               | KBS          |                       |
| 2003 | Sharp                               |               | KBS          |                       |
| 2004 | April Kiss                          |               | SBS          |                       |
| 2013 | Nine: Nine Time Travels             | Han So-ra     | tvN          | Supporting role       |
| 2014 | Drama Special: Oh Man-bok is Pretty | Oh Soon-bok   | KBS          | Supporting role       |
| 2014 | Love and War 2: My Wife is the Boss | Chae-hee      | KBS          | Supporting role       |
| 2014 | Hi! School – Love On                | Lee Ye-na     | KBS          | Supporting role       |
| 2014 | My Lovely Girl                      | Yoo Ra-eum    | SBS          | Supporting role       |
| 2015 | The Lover                           |               | Mnet         | Cameo                 |
| 2015 | The Producers                       | Yoo-na        | KBS          | Special appearance    |
| 2015 | Love Ward No. 25                    | Na Sa-rang    | Naver TVCast | Web series, lead role |
| 2015 | 9 Seconds - Eternal Time            | Yoo So-ra     | Naver TVCast | Web series, lead role |
| 2015 | Mom                                 | Joo-hee       | MBC          | Supporting role       |
| 2016 | My Mind's Flower Rain               | Jung Kkot-nim | KBS          | Lead role             |

### Chương trình tạp kỹ
| Year | Tên                       | Network | Note              |
| ---- | ------------------------- | ------- | ----------------- |
| 2013 | Comedy Big League         | tvN     | MC                |
| 2014 | Hello Counselor           | KBS     | Episode 171       |
| 2015 | Running Man               | SBS     | Episode 253       |
| 2015 | King of Mask Singer       | MBC     | Episode 27 and 28 |
| 2015 | Cool Kiz on The Block     | KBS     | Episode 130       |
| 2015 | Law of the Jungle - Samoa | SBS     | Cast member       |

### Ghóp mặt trong các bài hát
| Year | Song               | Artist(s)                    |
| ---- | ------------------ | ---------------------------- |
| 2013 | "Talk to My Face"  | D-Unit                       |
| 2013 | "Sing the Spring"  | 40 (Forty)                   |
| 2013 | "Like a Movie"     | 40 (Forty) and Lim Jeong-hee |
| 2014 | "Go and Come Back" | Son Heun-soo                 |
| 2014 | "Still in Love"    | Baek Ji-young                |
| 2014 | "Headache"         | High4                        |
| 2015 | "Your Voice"       | Noel                         |
| 2015 | "Autumn Leaves"    | UJi                          |